# EKA Arena
Het EKA Arena is een multifunctioneel stadion in Ahmedabad, een stad in India. 
Het stadion wordt vooral gebruikt voor voetbalwedstrijden, de voetbalclubs ARA FC en Gujarat Fortune Giants maken gebruik van dit stadion. Behalve voetbal worden er ook andere sporten beoefend. Zo vond in 2016 het wereldkampioenschap Kabaddi plaats in dit stadion. In 2019 werd er voor het eerst een internationale voetbalwedstrijd gespeeld. Alle wedstrijden van het Indiase Intercontinental Cup werden in dit stadion afgewerkt. Het stadion zou ook een van de stadion worden op het Wereldkampioenschap voetbal vrouwen onder 17 van 2021, maar dit toernooi werd afgelast vanwege de coronapandemie.
In het stadion is plaats voor 20.000 toeschouwers. In het stadion ligt een Bermudagrasveld.